# Castello di Montecchio
Il castello di Montecchio fu un'importante rocca di costruita in posizione strategica per il controllo della bassa Val Camonica, in un punto dove un ponte congiungeva le due sponde del fiume Oglio, nel comune di Darfo Boario Terme in frazione Montecchio.

## Storia
Sorgeva sul dosso a sud del Monticolo, monticello di arenaria posizionato nel centro della vallata, luogo già frequentato in epoca antica come mostrano le incisioni preistoriche dei "Corni freschi".
Un importante documento storico del 21 maggio 1200 si ricorda un accordo effettuato tra i signori di Montecchio (tra i quali è citato "Lanfranco capo dei Federici") e Vicini della corte di Darfo riguardo alla spartizione di alcune isole create probabilmente da un'esondazione del fiume Oglio che divideva le due comunità.
Nel 1249 Giovanni e Teutaldo figli di Saporito, e Teutaldo Pagnono di Montecchio ricevono privilegi da Brescia, per la quale avevano recuperato l'"arcem et locum de Montegio", presumibilmente caduto in mano alla fazione antibresciana camuna.
Negli "Statuti contro i ribelli di Valcamonica" emessi dal Comune di Brescia nel 1288 si vede come il castello fosse stato nuovamente riconquistato dalla parte antibresciana (a quel tempo legata alla famiglia Federici) e la città in cambio della cattura del "Castro, rocha et terra de Montegio" prometteva mille libbre imperiali.
A seguito della Transictio del 1291 il castello rimase sei anni sotto il controllo di un podestà scelto dal Capitano del Popolo di Milano, Matteo Visconti (il quale era intervenuto come arbitro tra le due parti), per poi passare allo scadere dei sei anni nelle mani del Comune di Brescia.
Nel 1415 il castello è sotto il controllo di Pandolfo III Malatesta, e ne fa castellano di rocca tale Ziletto de Londres, sostituito nel 1416 da Maimosio Foresti.
Nel 1427 Francesco da Bussone, detto il Carmagnola, occupa la rocca per la Repubblica di Venezia e decreta la distruzione del castello. Forse un'ulteriore distruzione si ebbe nel 1455, quando la Serenissima decretò l'abbattimento di tutte le rocche della Valle Camonica.
All'inizio del XX secolo rimaneva il basamento di una torre ed un sotterraneo con volta a botte e tracce di affreschi (chiamato bus dei pagà).